# Prvenstvo Jugoslavije u hokeju na travi 1971.
Jugoslavensko prvenstvo u hokeju na travi za 1971. godinu je osvojio Concordia iz Zagreba.

## Ljestvica
| mj. | klub             | ut. | pob. | rem. | por. | po.g | pr.g | bod |
| --- | ---------------- | --- | ---- | ---- | ---- | ---- | ---- | --- |
| 1.  | Concordia Zagreb | 3   | 1    | 2    | 0    | 5    | 1    | 4   |
| 2.  | Marathon Zagreb  | 3   | 1    | 2    | 0    | 2    | 1    | 4   |
| 3.  | BASK Beograd     | 3   | 0    | 2    | 1    | 2    | 3    | 2   |
| 4.  | Jedinstvo Zagreb | 3   | 0    | 2    | 1    | 2    | 6    | 2   |